# Lake Lorraine
Lake Lorraine ist ein census-designated place (CDP) im Okaloosa County im US-Bundesstaat Florida. Das U.S. Census Bureau hat bei der Volkszählung 2020 eine Einwohnerzahl von 7.142 ermittelt. 

## Geographie
Lake Lorraine grenzt im Westen an die Stadt Shalimar sowie im Süden und Osten an die Choctawhatchee Bay. Der CDP liegt rund 35 km südlich von Crestview sowie etwa 70 km östlich von Pensacola. Lake Lorraine wird von der Florida State Road 85 tangiert.

## Demographische Daten
Laut der Volkszählung 2010 verteilten sich die damaligen 7010 Einwohner auf 3224 Haushalte. Die Bevölkerungsdichte lag bei 1322,6 Einw./km². 78,8 % der Bevölkerung bezeichneten sich als Weiße, 9,0 % als Afroamerikaner, 0,5 % als Indianer und 3,8 % als Asian Americans. 2,6 % gaben die Angehörigkeit zu einer anderen Ethnie und 5,4 % zu mehreren Ethnien an. 7,9 % der Bevölkerung bestand aus Hispanics oder Latinos.
Im Jahr 2010 lebten in 28,8 % aller Haushalte Kinder unter 18 Jahren sowie 28,8 % aller Haushalte Personen mit mindestens 65 Jahren. 66,6 % der Haushalte waren Familienhaushalte (bestehend aus verheirateten Paaren mit oder ohne Nachkommen bzw. einem Elternteil mit Nachkomme). Die durchschnittliche Größe eines Haushalts lag bei 2,37 Personen und die durchschnittliche Familiengröße bei 2,82 Personen.
23,7 % der Bevölkerung waren jünger als 20 Jahre, 24,3 % waren 20 bis 39 Jahre alt, 28,0 % waren 40 bis 59 Jahre alt und 24,0 % waren mindestens 60 Jahre alt. Das mittlere Alter betrug 42 Jahre. 49,1 % der Bevölkerung waren männlich und 50,9 % weiblich.
Das durchschnittliche Jahreseinkommen lag bei 60.274 $, dabei lebten 12,8 % der Bevölkerung unter der Armutsgrenze.
Im Jahr 2000 war Englisch die Muttersprache von 91,44 % der Bevölkerung, spanisch sprachen 4,65 % und 3,91 % hatten eine andere Muttersprache.